# Волков, Александр Александрович (конструктор оружия)
Алекса́ндр Алекса́ндрович Во́лков (2 ноября 1905 — 12 января 1965) — советский конструктор оружия. Лауреат Сталинской премии первой степени.

## Биография
Родился 2 ноября 1905 года в слободе Стрелецкая (ныне Муниципальное образование Центральное, Венёвский район, Тульская область) в семье крестьянина.
С 1909 года, после смерти матери, жил с отцом в Туле. Учился в училищах при патронном и оружейном заводах. Работал чертежником, затем конструктором по станкам на машиностроительном заводе. Преподавал холодную обработку металлов, токарное и слесарное дело в школе фабрично-заводского ученичества при Косогорском металлургическом заводе.
С мая 1934 года конструктор ЦКБ-14. В 1940—1941 году вместе с С. А. Ярцевым разработал авиационную пушку калибра 23 мм (ВЯ-23), которая была принята на вооружение.
В дальнейшем участвовал в разработке многих образцов авиационного вооружения с высокими тактико-техническими характеристиками.
В течение ряда лет избирался членом Тульского Городского Комитета КПСС и депутатом Привокзального Районного Совета депутатов трудящихся.
Умер 12 января 1965 года. Похоронен в Туле на Всехсвятском кладбище.

## Награды и премии
- Сталинская премия I степени (10 апреля 1942) — за разработку нового типа авиавооружения
- орден Ленина (1942)
- орден Кутузова II степени (18 ноября 1944)[1]
- орден Отечественной войны II степени (1945)
- медаль «За доблестный труд в Великой Отечественной войне 1941—1945 гг.» (1945)
- медаль «За трудовое отличие» (1962)